# Duval (merk)
Duval is een Belgisch historisch merk van motorfietsen.
De bedrijfspaan was: Ets. J. Duval, Anvers.
Duval produceerde van 1950 tot 1955 kleine tweetakten met een Royal Enfield-motor van 123 cc. Waarschijnlijk was dit het motortje dat ook in de Royal Baby werd toegepast. Mogelijk assembleerde Duval deze motorfietsjes alleen en paste badge-engineering toe door de eigen naam op de tank te zetten. Duval was importeur van Royal Enfield, Motoconfort en Kaptein. Men verkocht uiteraard de Kaptein-Mobylette, maar ook - onder eigen naam - de Mobylette-Duval.
Volgens "Erwin Tragatsch, Alle Motorräder 1894-1981: Eine Typengeschichte. 2500 Marken aus 30 Ländern" was het bedrijf in Luik gevestigd.